# Дом странных детей
«Дом странных детей» (англ. Miss Peregrine's Home for Peculiar Children) — дебютный роман американского писателя Ренсома Риггза, опубликованный в 2012 году и попавший впоследствии в список бестселлеров по версии The New York Times. В 2014 году Риггз написал продолжение — «Город Пустых», в 2015 году «Библиотека душ», а в 2020 году «Собрание птиц». В 2016 году на экраны вышел фильм «Дом странных детей мисс Перегрин», режиссёром которого стал Тим Бёртон.

## Сюжет
В книге повествуется о подростке Джейкобе Портмане, которому в детстве дед рассказывал странные истории о детях, обладающих сверхспособностями, и чудовищах. После смерти дедушки этому мальчику начинают сниться кошмары. После смерти деда Джейкоб находит в его архиве необычные фотографии и решает разобраться, что из рассказанного ему дедом — правда.
В первой половине книги автор ставит читателя перед выбором — должен ли он верить тому, что видит герой, или разъяснениям психотерапевта, к которому тот обратился. В конце концов поиски приводят Джейкоба на островок в Уэльсе, «зловещий и унылый, окутанный лохмотьями тумана, охраняемый миллионами галдящих птиц», где он обнаруживает заброшенный дом, оказывающийся одним из мест проживания, своего рода гетто, людей с паранормальными способностями — «крипто сапиенсов».
Такие места обычно отделены от окружающего мира временны́ми барьерами; так, описываемый в книге дом находится в петле времени, в которой повторяется один и тот же день — 3 сентября 1940 года (в экранизации — 3 сентября 1943 года). Выясняется, что взрыв тунгусского метеорита — тоже дело рук «крипто сапиенсов», нашедших в Сибири созданную неизвестно кем подобную петлю.

## Главные герои

### Странные дети
Способности некоторых странных детей в книге и фильме отличаются. Так, например, в фильме Эмма левитирует, а Оливия может воспламенять всё, к чему прикоснется.
- Джейкоб Портман — главный персонаж, может видеть пусто́ты, которые охотятся на странных детей. В фильме — Джейк Портман;
- Эмма Блум — девушка, которая может собственными руками делать огонь (в фильме была легче воздуха);
- Бронвин Брантли — девочка, наделенная необыкновенной физической силой. Сестра Виктора Брантли;
- Оливия Аброхолос Элефанта — девочка, которая легче воздуха. Имеет способность к левитации (в фильме могла воспламенять предметы);
- Енох О’Коннор — подросток, который на короткий промежуток времени может оживлять мертвых;
- Гораций Сомнассон — мальчик, который видит пророческие сны;
- Фиона Фрауэнфельд — девушка, которая заставляет растения расти до неестественных размеров;
- Хью Апистон — мальчик, в животе которого живёт рой пчел и он может с ними общаться;
- Миллард Наллингс — невидимый мальчик;
- Клэр Дэнсмор — девочка, на затылке которой есть второй рот, благодаря которому она ест;
- Виктор Брантли — очень сильный мальчик. Брат Бронвин Брантли;
- Абрахам Портман — дед Джейкоба, главного героя. Также был одним из странных детей и обладал аналогичной Джейкобу способностью, которая скорее всего передалась его внуку. Был убит Пустотой в начале первой книги.

### Имбрины
Имбрина — особенный вид странных людей, который может превратиться в птицу, а также поддерживать в рабочем состоянии петлю времени. Они всегда женского пола, защищают странных детей, взрослых, животных, обычно спасая их из опасных ситуаций.
- Альма ЛеФэй Сапсан (Мисс Перегрин) — директор приюта. Это деликатная женщина, которая курит трубку и обожает порядок, хотя иногда она может быть довольно резкой. Она жила в петле Мисс Зарянки (Авосет), когда была молодой. Она может превращаться в сапсана.
- Эсмеральда Зарянка (Авосет) — пожилая женщина из временного периода начала-середина правления королевы Виктории. Её петлю взломали твари и пустоты, вынуждая её таким образом переместиться в петлю мисс Перегрин. Она может превращаться в шилоклювку.
- Мисс Финч — о ней известно очень мало. Она может превращаться в вьюрка и у неё есть тетя, которая постоянно находится в теле вьюрка.
- Баленсьяга Королёк (Рен) — глава зверинца для странных зверей. Может превращаться в крапивника.
- Миллисента Дрозд (Траш) — у неё есть петля в Лондоне для странных детей. Она может превращаться в дрозда.

### Не странные
- Франклин Портман — отец Джейкоба, женатый на Марианне Портман. Он находится в сложных отношениях со своим отцом. Он увлекается орнитологией и хочет написать книгу о птицах, но этого, вероятно, никогда не случится. С ним Джейкоб отправляется в Уэльс.
- Марианна Портман — мать Джейкоба и жена Франклина. Она выросла в богатой семье, владеющей сетью магазинов. Она не очень любящая мать и жена, её общественная жизнь для неё важнее сына. Однако, она очень беспокоится о Джейкобе.
- Сьюзан Портман — любимая тётя Джейкоба, сестра отца. Она отдаёт ему дедушкину книгу со стихами Ральфа Уолдо Эмерсона, которая приводит мальчика к дому странных детей в Уэльсе.

## Особенности
Особенностью данных книг является то, что они проиллюстрированы старинными фотографиями, которые собирал сам писатель и его друзья, и именно они послужили для автора источником вдохновения при написании книги.

## Критика
«Дом странных детей» провела 70 недель в списке бестселлеров по версии The New York Times в разделе детская литература. Она достигла 1 места в списке 29 апреля 2012 года после того, как провела в списке 45 недель. Книга оставалась в списке до 20 мая, когда она опустилась на 4 место. Книга выпала из списка 9 сентября 2012 года, проведя в нём 63 недели.
Согласно Деборе Нетбёрн в её статье для газеты Los Angeles Times, лучшая часть романа это «целая россыпь черно-белых фотографий во всех частях книги». С ней соглашаются и другие критики — в России к ним, к примеру относятся Лев Данилкин или автор рецензии в «Мире фантастики» Маргарита Кузнецова. Критики отмечают, что роман достаточно прост с точки зрения стиля и сюжета (Кузнецова оправдывает это тем, что Риггз больше известен как киносценарист), но отличается особой атмосферностью. Журнал Publishers Weekly назвал книгу «приятным и эксцентричным чтением, которое отличают хорошо проработанные герои, правдоподобные валлийские декорации и ужасные страшные монстры».

## Продолжение
Продолжение истории, названное «Город Пустых», было выпущено 14 января 2014 года. Действие этого романа начинается сразу же после окончания действия первой книги. В ней Джейкоб и его друзья бегут из дома Мисс Сапсан (Перегрин) в «странную столицу мира», Лондон.
Третья книга в серии называется «Библиотека душ», её выход был объявлен в начале 2015 года. Она была выпущена 22 сентября 2015 года.
Четвёртая книга называется «Карта Дней», она вышла на английском языке в США 2 октября 2018 года в серии «Dutton Books for Young Readers» издательства «The Penguin Group». Эта книга стала первой в новой трилогии, главными героями которой будут протагонисты из оригинальной трилогии.
Пятая книга в серии вышла 14 января 2020 года и называется «Собрание птиц».
Шестая книга, названная «Казни дьявольского акра», была выпущена в ноябре 2021 года.

## Адаптации

### Графический роман
Оригинальный графический роман был создан Кассандрой Джин и выпущен в ноябре 2013 года.

### Фильм
Киноэкранизация вышла в США 30 сентября 2016 года. Режиссёром фильма стал Тим Бёртон, а автором сценария — Джейн Голдман. Ева Грин сыграла Мисс Перегрин, Эйса Баттерфилд — Джейкоба, Элла Пёрнелл — Эмму Блум.